# Prototrophe

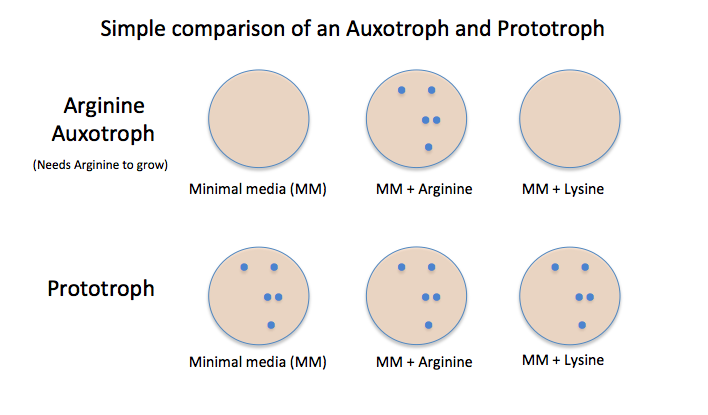
Comparaison entre un Auxotrophe et Prototrophe

Un prototrophe est un organisme vivant capable de proliférer dans un milieu de base (milieu minimum) sans nécessiter la présence de facteurs de croissance particuliers. Il synthétise lui-même les substances nécessaires à sa prolifération.
On parle à l'inverse d'auxotrophe.

## Exemple
Une souche bactérienne pourra sur un milieu nutritif de base, in vitro, proliférer et synthétiser les éléments nécessaires à sa survie, par exemple le glucose. 